# Litchville (Dakota Północna)
Litchville – miasto w Stanach Zjednoczonych, w stanie Dakota Północna, w hrabstwie Barnes.